# BlackBerry Classic
Il Blackberry Classic, in origine BlackBerry Q20, è uno smartphone progettato dall'azienda canadese di comunicazione Blackberry.

## Caratteristiche tecniche
Le sue caratteristiche sono attraenti per chi desidera la tastiera fisica adattata ad uno smartphone. Viene chiamato in questo modo perché ricorda molto i precedenti modelli prodotti dalla stessa azienda: rappresenta infatti la naturale evoluzione degli smartphone Bold 9900 e Q10
Nel luglio 2015 è stata lanciata un'edizione limitata di colore blu cobalto che va ad aggiungersi alle tradizionali versioni (nera e bianca).

## Caratteristiche
- Tastiera fisica QWERTY 35 tasti.
- touchpad.
- fotocamera con flash led esterna.
- fotocamera interna.
- classico colore nero con custodia
- Telaio in metallo.
- 3.5 pollici, 291ppi, 720 x 720 pixel,HD.
- tecnologia HDMI.
- Tecnologia natural sound che permette l'adattamento del volume in tempo reale in base all'atmosfera e i suoni che sovrastano la chiamata o il file multimediale.
- app preinstallate.
- USB 2.0.
- 2 GB RAM e 16 GB di storage interno.
- micro SD.
- 4 GLTE.
- connessione veloce (150 mb/s).
- migliori applicazioni di lavoro e studio.
- 2 App store (amazon preinstallato e blackberry store preinstallato).
- app per condividere (chiamata blend preinstallata) tutto su dispositivi Apple, Android...

## Commercializzazione
Il costo all'uscita in Italia era di 450 euro.